# Sebastian Reinwand
Sebastian Reinwand (* 7. August 1987 in Schwabach) ist ein ehemaliger deutscher Langstreckenläufer.

## Werdegang
Sebastian Reinwand kam durch seinen Vater, einem Triathleten, 2001 zu den Leichtathleten des TV 21 Büchenbach und trainierte dort unter Trainer Elli Müller zunächst sämtliche leichtathletische Disziplinen. Im Anschluss eines Schulwechsels von Schwabach ans Gymnasium Roth schloss sich Sebastian Reinwand 2003 dem SC Roth 52 und Trainer Loni Schroll an, unter dem er 2006 als 19-Jähriger mit der bayerischen Meisterschaft über 5000 m seinen ersten Altersklassen-Einzeltitel gewinnen konnte. Nach Beginn eines BWL-Studiums an der Universität Regensburg 2009 wechselte Sebastian Reinwand vom zwischenzeitlich in TSG 08 Roth umbenannten Verein SC Roth 52 zur LG Telis Finanz Regensburg und Trainer Kurt Ring.
Mit Abschluss des Bachelor-Studiums kehrte Sebastian Reinwand zu Loni Schroll und dem TSG 08 Roth zurück. Nach einem Jahr im „Werksteam“ seines Arbeitgebers Memmert wechselte er zum Allgemeinen Rather Turnverein nach Düsseldorf. Dort gelangen ihm mit zwei Podestplätzen auf nationaler Ebene und der Teilnahme an den Leichtathletik-Europameisterschaften 2018 die größten Erfolge seiner läuferischen Karriere, bei der Heim-EM erreichte er beim Marathonlauf den 33. Platz von 58 Finishern.
Vorherige Versuche über die Marathon-Distanz verliefen nicht immer erfolgreich. 2013 bei seinem Marathon-Debüt beim Frankfurt-Marathon hatte Sebastian Reinwand aufgrund von Wadenkrämpfen ab Kilometer 20 schließlich bei Kilometer 37 aufgeben müssen. Im Oktober 2015 konnte er zunächst den Köln-Marathon in einem kontrollierten Lauf als bester Deutscher in 2:31:30 h auf dem fünften Platz beenden, lief aber bei den in den Frankfurt-Marathon integrierten deutschen Meisterschaften 2015 mit 31 Sekunden Rückstand auf den von ihm trainierten Andreas Straßner am Podium vorbei auf den vierten Platz (2:19:20 h). Ein Jahr später, wieder beim Frankfurt-Marathon, ging er nur als Tempomacher für die Frauenspitze an den Start.
Auch bei den deutschen Meisterschaften 2018, diesmal ausgetragen beim Düsseldorf-Marathon, ereilten Sebastian Reinwand bei Kilometer 41 Wadenkrämpfe, sodass er in Führung liegend noch Tom Gröschel kampflos passieren lassen musste. Mit der erzielten Zeit von 2:15:27 h erfüllte er jedoch nichtsdestotrotz die Team-Norm der Leichtathletik-EM in Höhe von 2:17:00 h.
Nach den Europameisterschaften folgte eine längere Verletzungspause und nach zwei Jahren aus finanziellen Gründen die Auflösung des Marathon-Teams des ART Düsseldorf, schließlich beendete Sebastian Reinwand nach neun Jahren Ende 2018 seine Profikarriere als Läufer.
In seiner Karriere gewann Sebastian Reinwand mehrere Medaillen in den Mannschaftswertungen bei Deutschen Leichtathletik-Meisterschaften. Im Team der LG Telis Finanz Regensburg 2010 Bronze im Halbmarathon (zusammen mit Dennis Pyka und Maximilian Meingast) und 2012 Gold im 10-km-Straßenlauf (Philipp Pflieger und Jonas Koller), mit der TSG 08 Roth 2015 Gold im 10-km-Straßenlauf (Julian Flügel und Simon Stützel), Silber im Halbmarathon (Andreas Straßner und Joseph Katib) und Gold im Marathon (Andreas Straßner und Julian Flügel). 2016 gewann er unter dem Asics Team Memmert die Goldmedaille im Marathon (mit Andreas Straßner und Simon Stützel), 2017 mit der zweiten Mannschaft des ART Düsseldorf Bronze im Halbmarathon (Julian Flügel und Timo Göhler) sowie 2018 wieder mit dem ART Düsseldorf Gold im Marathon (Philipp Baar und Andreas Straßner).

### Triathlon 2019
Mit Unterstützung von Trainer Christoph Großkopf und dem Sportwissenschaftler Sebastian Zeller kündigte Sebastian Reinwand Ende Februar 2019 an, sich als Triathlonprofi auf die Challenge Roth 2019 vorzubereiten. Im Mai 2019 verschob er seinen Start bei der Challenge Roth wegen einer Schambeinentzündung auf 2020. Beim Beilngries Triathlon im August 2019 gab Sebastian Reinwand über die olympische Distanz sein Triathlondebüt und wurde Gesamtdritter mit der schnellsten Laufzeit. Im selben Monat nahm er zudem am Trans Vorarlberg Triathlon teil, wurde dort jedoch disqualifiziert wegen Auslassens der Penaltybox.
Sebastian Reinwand ist verheiratet, hat einen Sohn und wohnt in Nürnberg.

## Persönliche Bestzeiten
- 1000 m: 2:32,73 min, 22. Juli 2012, Dillingen/Saar
- 1500 m: 3:48,37 min, 11. Juni 2017, Regensburg
- 3000 m: 8:08,65 min, 5. Juli 2014, Oordegem (BEL)
- 5000 m: 13:56,22 min, 27. Mai 2017, Oordegem (BEL)
- 10.000 m: 29:16,80 min, 13. Mai 2017, Bautzen
- 10-km-Straßenlauf: 29:47 min, 13. Oktober 2013, Berlin
- 15-km-Straßenlauf: 47:02 min, 20. November 2016, Nijmegen (NLD)
- Halbmarathon: 1:05:10 h, 14. Februar 2016, Barcelona (ESP)
- Marathon: 2:15:27 h, 29. April 2018, Düsseldorf

## Leistungsentwicklung
Zusammengestellt aus den Athletenprofilen von LG Telis Finanz Regensburg, IAAF, Leichtathletik-Datenbank und ARRS.
|      | 1500 m  | 3000 m  | 5000 m   | 10.000 m | 10 km | Halbmarathon   | Marathon |
| ---- | ------- | ------- | -------- | -------- | ----- | -------------- | -------- |
| 2008 | 3:58,91 | 8:39,92 | 14:58,68 |          | 31:30 | 1:12:42 (2007) |          |
| 2009 | 3:52,96 | 8:31,40 | 14:34,81 | 31:45,30 | 31:19 | 1:11:58        |          |
| 2010 | 3:58,33 | 8:26,10 | 14:45,41 |          | 31:04 | 1:09:21        |          |
| 2011 | 4:00,52 | 8:45,69 | 14:34,99 | 31:25,72 | 31:47 | 1:11:00        |          |
| 2012 | 3:53,13 | 8:14,28 | 14:15,61 | 29:55,44 | 30:03 | 1:09:38        |          |
| 2013 | 3:53,99 | 8:19,88 | 14:03,47 |          | 29:47 | 1:05:20        |          |
| 2014 | 3:50,74 | 8:08,65 | 13:58,34 | 29:37,97 | 30:08 |                |          |
| 2015 |         | 8:22,18 | 13:58,93 | 29:46,68 | 29:47 | 1:06:51        | 2:19:20  |
| 2016 |         |         |          | 29:57,05 | 30:06 | 1:05:10        | 2:23:45  |
| 2017 | 3:48,37 | 8:21,72 | 13:56,22 | 29:16,80 |       | 1:06:25        |          |
| 2018 |         |         |          |          | 29:54 | 1:05:34        | 2:15:27  |
| 2023 |         |         |          |          |       |                | 2:47     |
| 2024 |         |         |          |          |       |                | 2:32:01  |

## Persönliche Erfolge
| Datum/Jahr    | Rang | Wettbewerb            | Austragungsort | Distanz    | Zeit     | Bemerkung                     |
| ------------- | ---- | --------------------- | -------------- | ---------- | -------- | ----------------------------- |
| 3. Aug. 2019  | 6    | Berliner City-Nacht   | Berlin         | 10 km      | 00:30:27 | 28. adidas Runners City Night |
| 13. Apr. 2019 | 2    | IFB HiRo-Run          | Hilpoltstein   | 21,0975 km | 01:12:44 |                               |
| 30. März 2019 | 1    | Neuhauser Straßenlauf | Adelsdorf      | 10 km      | 00:32:03 | 27. Neuhauser Straßenlauf     |

| Datum/Jahr    | Rang | Wettbewerb                           | Austragungsort | Distanz    | Zeit     | Bemerkung                                                |
| ------------- | ---- | ------------------------------------ | -------------- | ---------- | -------- | -------------------------------------------------------- |
| 12. Aug. 2018 | 33   | Leichtathletik-Europameisterschaften | Berlin         | 42,195 km  | 02:19:46 |                                                          |
| 1. Juli 2018  | 15   | Hamburg-Halbmarathon                 | Hamburg        | 21,0975 km | 01:07:00 | 24. hella hamburg halbmarathon                           |
| 29. Apr. 2018 | 4    | Düsseldorf-Marathon                  | Düsseldorf     | 42,195 km  | 02:15:27 | 16. Metro Marathon Düsseldorf; 2. Platz Marathon-DM 2018 |
| 15. Apr. 2018 | 9    | Korschenbroicher City-Lauf           | Korschenbroich | 10 km      | 00:29:54 | 30. Int. Korschenbroicher City-Lauf – Elite-Lauf         |
| 11. März 2018 | 1    | Bienwald-Marathon                    | Kandel         | 21,0975 km | 01:05:34 | 43. Bienwald-Marathon                                    |

| Datum/Jahr    | Rang | Wettbewerb                              | Austragungsort       | Distanz    | Zeit     | Bemerkung                                                |
| ------------- | ---- | --------------------------------------- | -------------------- | ---------- | -------- | -------------------------------------------------------- |
| 31. Dez. 2017 | 4    | Bietigheimer Silvesterlauf              | Bietigheim-Bissingen | 11,1 km    | 00:34:01 | 37. Bietigheimer Silvesterlauf                           |
| 9. Juli 2017  | 5    | Deutsche Leichtathletik-Meisterschaften | Erfurt               | 5000 m     | 00:14:31 | 117. Deutsche Leichtathletik-Meisterschaften             |
| 27. Mai 2017  | 49   | IFAM Meeting Oordegem                   | Lede                 | 5000 m     | 00:13:57 | Zweiter Zeitlauf 17. Platz                               |
| 13. Mai 2017  | 3    | Deutsche 10.000-Meter-Meisterschaften   | Bautzen              | 10.000 m   | 00:29:17 |                                                          |
| 9. Apr. 2017  | 8    | Hannover-Marathon                       | Hannover             | 21,0975 km | 01:07:42 | 27. HAJ Hannover Marathon; 8. Platz Halbmarathon-DM 2017 |
| 11. März 2017 | 19   | Deutsche Crosslauf-Meisterschaften      | Löningen             | 10.280 m   | 00:34:39 |                                                          |
| 29. Jan. 2017 | aW   | Baden-Württ. Hallenmeisterschaften      | Sindelfingen         | 3000 m     | 00:08:22 |                                                          |

| Datum/Jahr    | Rang | Wettbewerb                                 | Austragungsort       | Distanz    | Zeit     | Bemerkung                                                  |
| ------------- | ---- | ------------------------------------------ | -------------------- | ---------- | -------- | ---------------------------------------------------------- |
| 31. Dez. 2016 | 4    | Bietigheimer Silvesterlauf                 | Bietigheim-Bissingen | 11,1 km    | 00:33:44 | 36. Bietigheimer Silvesterlauf                             |
| 20. Nov. 2016 | 17   | Zevenheuvelenloop                          | Nijmegen             | 15 km      | 00:47:01 | Scholten Awater Zevenheuvelenloop                          |
| 13. Nov. 2016 | 8    | Garda Trentino Halbmarathon                | Riva del Garda       | 21,0975 km | 01:08:47 | 15. Halbmarathon Garda Trentino                            |
| 30. Okt. 2016 | 33   | Frankfurt-Marathon                         | Frankfurt am Main    | 42,195 km  | 02:23:45 | 35. Mainova Frankfurt-Marathon; 10. Platz Marathon-DM 2016 |
| 9. Okt. 2016  | 18   | The Great 10k Berlin                       | Berlin               | 10 km      | 00:30:29 |                                                            |
| 3. Apr. 2016  | 58   | Berliner Halbmarathon                      | Berlin               | 21,0975 km | 01:10:52 | 36. Berliner Halbmarathon                                  |
| 26. März 2016 | 10   | Paderborner Osterlauf                      | Paderborn            | 10 km      | 00:30:06 | 70. Paderborner Osterlauf                                  |
| 12. März 2016 | 1    | Süddeutsche Meisterschaften                | Regensburg           | 10.000 m   | 00:29:58 | Süddeutsche/Bayerische Meisterschaften 10.000 m            |
| 14. Feb. 2016 | 14   | Barcelona-Halbmarathon                     | Barcelona            | 21,0975 km | 01:05:10 |                                                            |
| 31. Jan. 2016 | 2    | Mittelfränkische Crosslauf-Meisterschaften | Zirndorf             | 7000 km    | 00:19:49 |                                                            |

| Datum/Jahr    | Rang | Wettbewerb                            | Austragungsort       | Distanz    | Zeit     | Bemerkung                                                 |
| ------------- | ---- | ------------------------------------- | -------------------- | ---------- | -------- | --------------------------------------------------------- |
| 31. Dez. 2015 | 4    | Bietigheimer Silvesterlauf            | Bietigheim-Bissingen | 11,1 km    | 00:33:40 | 35. Bietigheimer Silvesterlauf                            |
| 25. Okt. 2015 | 35   | Frankfurt-Marathon                    | Frankfurt am Main    | 42,195 km  | 02:19:20 | 34. Mainova Frankfurt-Marathon; 4. Platz Marathon-DM 2015 |
| 11. Okt. 2015 | 20   | Grand 10 Berlin                       | Berlin               | 10 km      | 00:30:39 |                                                           |
| 4. Okt. 2015  | 5    | Köln-Marathon                         | Köln                 | 42,195 km  | 02:31:30 | 19. RheinEnergie Marathon Köln                            |
| 13. Sep. 2015 | 1    | ebm-papst Marathon                    | Niedernhall          | 42,195 km  | 02:27:09 | 20. ebm-papst Marathon                                    |
| 6. Sep. 2015  | 11   | Deutsche 10-km-Meisterschaften        | Bad Liebenzell       | 10 km      | 00:29:47 |                                                           |
| 23. Aug. 2015 | 11   | Kärnten läuft                         | Velden – Klagenfurt  | 21,0975 km | 01:07:24 | 14. Kleine Zeitung Wörthersee Halbmarathon                |
| 18. Juli 2015 | 49   | KBC Night of Athletics                | Heusden-Zolder       | 5000 m     | 00:14:06 | Dritter Zeitlauf 11. Platz                                |
| 28. Juni 2015 | 1    | Stuttgart-Lauf                        | Stuttgart            | 21,0975 km | 01:08:45 | 22. Stuttgart-Lauf                                        |
| 17. Juni 2015 | 2    | JPMorgan Chase Corporate Challenge    | Frankfurt am Main    | 5,6 km     | 00:16:36 |                                                           |
| 13. Juni 2015 | 20   | Gouden Spike                          | Leiden               | 10.000 m   | 00:29:47 | 44. Gouden Spike; zweiter Zeitlauf 1. Platz               |
| 23. Mai 2015  | 29   | IFAM Meeting Oordegem                 | Lede                 | 5000 m     | 00:13:59 |                                                           |
| 14. Mai 2015  | 1    | Berliner Läufermeeting                | Berlin               | 3000 m     | 00:08:23 | 8. Berliner Läufermeeting – Krumme-Strecken               |
| 9. Mai 2015   | 1    | Bayern-Cup                            | Herzogenaurach       | 5000 m     | 00:15:10 |                                                           |
| 12. Apr. 2015 | 5    | Deutsche Halbmarathon-Meisterschaften | Husum                | 21,0975 km | 01:06:51 |                                                           |

| Datum/Jahr    | Rang | Wettbewerb                                 | Austragungsort    | Distanz  | Zeit     | Bemerkung                         |
| ------------- | ---- | ------------------------------------------ | ----------------- | -------- | -------- | --------------------------------- |
| 29. Nov. 2014 | 20   | Basler Stadtlauf                           | Basel             | 7,55 km  | 00:23:35 | 32. Basler Stadtlauf              |
| 7. Sep. 2014  | 9    | Deutsche 10-km-Meisterschaften             | Düsseldorf        | 10 km    | 00:30:08 | 27. Stadtwerke Düsseldorf Kö-Lauf |
| 5. Juli 2014  | 12   | Memorial Léon Buyle                        | Lede              | 3000 m   | 00:08:09 |                                   |
| 11. Juni 2014 | 1    | JPMorgan Chase Corporate Challenge         | Frankfurt am Main | 5,6 km   | 00:16:24 |                                   |
| 31. Mai 2014  | 16   | IFAM Meeting Oordegem                      | Lede              | 5000 m   | 00:13:59 |                                   |
| 3. Mai 2014   | 9    | Deutsche 10.000-Meter-Meisterschaften      | Aichach           | 10.000 m | 00:29:38 |                                   |
| 26. Jan. 2014 | 2    | Mittelfränkische Crosslauf-Meisterschaften | Eckental          | 6400 m   | 00:20:29 |                                   |

| Datum/Jahr    | Rang | Wettbewerb                              | Austragungsort            | Distanz    | Zeit     | Bemerkung                                                  |
| ------------- | ---- | --------------------------------------- | ------------------------- | ---------- | -------- | ---------------------------------------------------------- |
| 31. Dez. 2013 | 16   | Silvesterlauf Trier                     | Trier                     | 8 km       | 00:23:56 | 24. Bitburger Silvesterlauf                                |
| 13. Okt. 2013 | 10   | Grand 10 Berlin                         | Berlin                    | 10 km      | 00:29:47 |                                                            |
| 6. Okt. 2013  | 1    | Schwabacher Citylauf                    | Schwabach                 | 21,0975 km | 01:09:28 | 21. Schwabacher Citylauf                                   |
| 15. Sep. 2013 | 16   | Great North Run                         | Newcastle – South Shields | 21,0975 km | 01:05:20 | BUPA Great North Run                                       |
| 13. Juli 2013 | 45   | KBC Night of Athletics                  | Heusden-Zolder            | 5000 m     | 00:14:04 | Dritter Zeitlauf 4. Platz                                  |
| 7. Juli 2013  | 6    | Deutsche Leichtathletik-Meisterschaften | Ulm                       | 5000 m     | 00:14:22 | 113. Deutsche Leichtathletik-Meisterschaften               |
| 29. Juni 2013 | 5    | Meeting international de Nivelles       | Nivelles                  | 3000 m     | 00:08:20 |                                                            |
| 8. Juni 2013  | 3    | Sparkassen Gala                         | Regensburg                | 5000 m     | 00:14:15 |                                                            |
| 15. Mai 2013  | 7    | Mini-Internationales                    | Koblenz                   | 5000 m     | 00:14:07 | 31. Mini-Internationales Koblenz; erster Zeitlauf 7. Platz |
| 27. Apr. 2013 | 3    | 3000m Challenge                         | Regensburg                | 3000 m     | 00:08:26 |                                                            |
| 20. Apr. 2013 | 1    | IFB HiRo-Run                            | Hilpoltstein              | 21,0975 km | 01:08:52 |                                                            |
| 24. März 2013 | 14   | Venloop                                 | Venlo                     | 21,0975 km | 01:06:50 | Van der Valk Hotel Venlo Halbmarathon                      |

| Datum/Jahr    | Rang | Wettbewerb                              | Austragungsort           | Distanz    | Zeit     | Bemerkung                                                    |
| ------------- | ---- | --------------------------------------- | ------------------------ | ---------- | -------- | ------------------------------------------------------------ |
| 2. Dez. 2012  | 1    | Nikolauslauf Regensburg                 | Regensburg               | 10 km      | 00:32:00 |                                                              |
| 7. Okt. 2012  | 1    | Schwabacher Citylauf                    | Schwabach                | 21,0975 km | 01:09:38 | 20. Schwabacher Citylauf                                     |
| 16. Sep. 2012 | 6    | Deutsche 10-km-Meisterschaften          | Nagold                   | 10 km      | 00:30:03 |                                                              |
| 12. Aug. 2012 | 1    | Rother Kirchweihlauf                    | Roth                     | 10 km      | 00:31:23 | 12. Rother Kirchweihlauf                                     |
| 3. Aug. 2012  | 3    | Neustädter Läufermeeting                | Neustadt an der Waldnaab | 3000 m     | 00:08:15 | 25. Neustädter Läufermeeting                                 |
| 7. Juli 2012  | 50   | KBC Night of Athletics                  | Heusden-Zolder           | 5000 m     | 00:14:16 | Vierter Zeitlauf 3. Platz                                    |
| 22. Juni 2012 | aW   | Schweizer 10.000-Meter-Meisterschaften  | Uster                    | 10.000 m   | 00:29:56 |                                                              |
| 17. Juni 2012 | 12   | Deutsche Leichtathletik-Meisterschaften | Bochum                   | 5000 m     | 00:14:22 | 112. Deutsche Leichtathletik-Meisterschaften                 |
| 23. Mai 2012  | 15   | Mini-Internationales                    | Koblenz                  | 5000 m     | 00:14:16 | 30. Mini-Internationales Koblenz; zweiter Zeitlauf 3. Platz  |
| 6. Mai 2012   | 17   | Läufermeeting Pliezhausen               | Pliezhausen              | 3000 m     | 00:08:24 | 22. Int. Läufermeeting Pliezhausen; erster Zeitlauf 3. Platz |
| 22. Apr. 2012 | 15   | Korschenbroicher City-Lauf              | Korschenbroich           | 10 km      | 00:30:41 | 24. Int. Korschenbroicher City-Lauf – Elite-Lauf             |

| Datum/Jahr    | Rang | Wettbewerb                                   | Austragungsort | Distanz    | Zeit     | Bemerkung                                                   |
| ------------- | ---- | -------------------------------------------- | -------------- | ---------- | -------- | ----------------------------------------------------------- |
| 31. Dez. 2011 | 1    | Nürnberger Silvesterlauf                     | Nürnberg       | 10 km      | 00:31:47 | 9. Nürnberger Silvesterlauf                                 |
| 4. Dez. 2011  | 3    | Nikolauslauf Regensburg                      | Regensburg     | 10 km      | 00:32:12 |                                                             |
| 9. Okt. 2011  | 1    | Schwabacher Citylauf                         | Schwabach      | 21,0975 km | 01:11:00 | 19. Schwabacher Citylauf                                    |
| 10. Sep. 2011 | 71   | Deutsche 10-km-Meisterschaften               | Oelde          | 10 km      | 00:32:39 |                                                             |
| 23. Juni 2011 | 3    | MTV Meet-IN                                  | Ingolstadt     | 3000 m     | 00:08:46 | 10. MTV Meet-IN                                             |
| 4. Juni 2011  | 19   | Sparkassen Gala                              | Regensburg     | 5000 m     | 00:15:14 |                                                             |
| 25. Mai 2011  | 29   | Mini-Internationales                         | Koblenz        | 5000 m     | 00:15:35 | 29. Mini-Internationales Koblenz; zweiter Zeitlauf 6. Platz |
| 21. Mai 2011  | 11   | Rolf-Watter-Sportfest                        | Regensburg     | 3000 m     | 00:09:08 |                                                             |
| 15. Mai 2011  | 2    | Ostbayerisches Sparkassen Leichtathletikfest | Schwandorf     | 10.000 m   | 00:31:26 |                                                             |
| 19. März 2011 | 9    | Bayerische Crosslauf-Meisterschaften         | Hettenshausen  | 8700 m     | 00:30:48 |                                                             |

| Datum/Jahr    | Rang | Wettbewerb                            | Austragungsort           | Distanz    | Zeit     | Bemerkung                                                    |
| ------------- | ---- | ------------------------------------- | ------------------------ | ---------- | -------- | ------------------------------------------------------------ |
| 11. Sep. 2010 | 17   | Deutsche 10-km-Meisterschaften        | Ohrdruf                  | 10 km      | 00:31:04 |                                                              |
| 28. Aug. 2010 | 15   | Antwerp Athletics Gala                | Antwerpen                | 5000 m     | 00:14:46 |                                                              |
| 30. Juli 2010 | 4    | Neustädter Läufermeeting              | Neustadt an der Waldnaab | 3000 m     | 00:08:27 | 23. Neustädter Läufermeeting                                 |
| 19. Mai 2010  | 57   | Mini-Internationales                  | Koblenz                  | 5000 m     | 00:15:31 | 28. Mini-Internationales Koblenz; zweiter Zeitlauf 17. Platz |
| 2. Mai 2010   | 11   | Bayerische 10-km-Meisterschaften      | Bobingen                 | 10 km      | 00:32:10 |                                                              |
| 18. Apr. 2010 | 31   | Deutsche Halbmarathon-Meisterschaften | Bad Liebenzell           | 21,0975 km | 01:09:21 |                                                              |

| Datum/Jahr    | Rang | Wettbewerb                            | Austragungsort           | Distanz    | Zeit     | Bemerkung                                                   |
| ------------- | ---- | ------------------------------------- | ------------------------ | ---------- | -------- | ----------------------------------------------------------- |
| 31. Dez. 2009 | 1    | Nürnberger Silvesterlauf              | Nürnberg                 | 10 km      | 00:32:23 | 7. Nürnberger Silvesterlauf                                 |
| 22. Nov. 2009 | 29   | Darmstadt-Cross                       | Darmstadt                | 8500 m     | 00:29:26 |                                                             |
| 20. Sep. 2009 | 1    | Brombachsee-Marathon                  | Pleinfeld                | 21,0975 km | 01:11:58 | 7. Brombachsee-Marathon                                     |
| 13. Sep. 2009 | 67   | Deutsche 10-km-Meisterschaften        | Otterndorf               | 10 km      | 00:32:11 |                                                             |
| 22. Aug. 2009 | 9    | Champions Run                         | Berlin                   | 10 km      | 00:31:49 | Rahmenprogramm Leichtathletik-Weltmeisterschaften 2009      |
| 25. Juli 2009 | 4    | Bayerische Meisterschaften            | Regensburg               | 5000 m     | 00:14:54 |                                                             |
| 10. Juli 2009 | 2    | Neustädter Läufermeeting              | Neustadt an der Waldnaab | 3000 m     | 00:08:32 | 22. Neustädter Läufermeeting                                |
| 20. Mai 2009  | 26   | Mini-Internationales                  | Koblenz                  | 5000 m     | 00:14:35 | 27. Mini-Internationales Koblenz; zweiter Zeitlauf 6. Platz |
| 2. Mai 2009   | 16   | Deutsche 10.000-Meter-Meisterschaften | Bremen                   | 10.000 m   | 00:31:46 |                                                             |
| 22. März 2009 | 2    | Treuchtlinger Frühjahrslauf           | Treuchtlingen            | 10 km      | 00:31:19 | 15. Treuchtlinger Frühjahrslauf                             |

| Datum/Jahr    | Rang | Wettbewerb                     | Austragungsort           | Distanz | Zeit     | Bemerkung                                                   |
| ------------- | ---- | ------------------------------ | ------------------------ | ------- | -------- | ----------------------------------------------------------- |
| 13. Sep. 2008 | 44   | Deutsche 10-km-Meisterschaften | Karlsruhe                | 10 km   | 00:31:30 |                                                             |
| 1. Aug. 2008  | 6    | Neustädter Läufermeeting       | Neustadt an der Waldnaab | 3000 m  | 00:08:40 | 21. Neustädter Läufermeeting                                |
| 21. Juni 2008 | 11   | MTV Meet-IN                    | Ingolstadt               | 3000 m  | 00:08:54 | 7. MTV Meet-IN                                              |
| 21. Mai 2008  | 57   | Mini-Internationales           | Koblenz                  | 5000 m  | 00:14:59 | 26. Mini-Internationales Koblenz; vierter Zeitlauf 5. Platz |

| Datum/Jahr    | Rang | Wettbewerb                     | Austragungsort | Distanz    | Zeit     | Bemerkung                      |
| ------------- | ---- | ------------------------------ | -------------- | ---------- | -------- | ------------------------------ |
| 21. Okt. 2007 | 5    | Dresden-Marathon               | Dresden        | 21,0975 km | 01:12:42 | 9. Morgenpost Dresden-Marathon |
| 15. Sep. 2007 | 88   | Deutsche 10-km-Meisterschaften | Mannheim       | 10 km      | 00:33:08 |                                |

| Datum/Jahr    | Rang | Wettbewerb                       | Austragungsort | Distanz | Zeit     | Bemerkung |
| ------------- | ---- | -------------------------------- | -------------- | ------- | -------- | --------- |
| 24. Sep. 2006 | 6    | Bayerische 10-km-Meisterschaften | Ringelai       | 10 km   | 00:32:27 |           |
| 10. Sep. 2006 | 40   | Deutsche 10-km-Meisterschaften   | Regensburg     | 10 km   | 00:32:34 |           |

| Datum/Jahr    | Rang | Wettbewerb                  | Austragungsort | Distanz | Zeit     | Bemerkung                       |
| ------------- | ---- | --------------------------- | -------------- | ------- | -------- | ------------------------------- |
| 31. Dez. 2005 | 4    | Nürnberger Silvesterlauf    | Nürnberg       | 10 km   | 00:34:51 | 3. Nürnberger Silvesterlauf     |
| 11. Juni 2005 | 6    | Domspitzmilch Gala          | Regensburg     | 3000 m  | 00:08:55 |                                 |
| 19. März 2005 | 3    | Treuchtlinger Frühjahrslauf | Treuchtlingen  | 10 km   | 00:34:24 | 11. Treuchtlinger Frühjahrslauf |

| Datum/Jahr    | Rang | Wettbewerb           | Austragungsort | Zeit     | Bemerkung                                                                                              |
| ------------- | ---- | -------------------- | -------------- | -------- | --- |
| 17. Aug. 2019 | 3    | Beilngries Triathlon | Beilngries     | 01:56:00 | 4. Bühler Beilngries Triathlon; olympische Distanz (1,5 km Schwimmen, 39,2 km Radfahren, 10 km Laufen) |